# Team Nippo (2010)
Das Team Nippo ist ein japanisches Straßenradsportteam.

## Geschichte
Die Mannschaft wurde 2010 gegründet und wird vom Bauunternehmen Nippo (ehemals Nippon Hodō) gesponsert. Sie nahm 2010 als Continental Team an den UCI Continental Circuits teil. Manager war in diesem Jahr Hiroshi Daimon, der von den Sportlichen Leitern Antonio Cibei, Ken Hashikawa und Alberto Elli unterstützt wurde. Das Team wurde zum Saisonende aufgelöst. Daimin, Elli und Hasikawa waren in den Folgejahren für das zunächst italienische Team D’Angelo & Antenucci-Nippo tätig, welches ab dem Jahr 2012 ebenfalls Team Nippo hieß und mit japanischer Lizenz fuhr.
Von Nippo  wurden zu vor schon folgende Teams gesponsert:
- 1985–1997: Nippon Hodo Racing Team
- 1998: Nippon Hodo–Besson (Frankreich), VC. Lugano–Nippon Hodo (Schweiz, Italien, Japan), Pittishoes–Nippon Hodo–VC. Lugano (Schweiz, Italien)
- 1999: Nippon Hodo–Besson (Frankreich)
- 2000: Team Nippon Hodo
- 2001: Team Nippon Hodo–P.E.R.S. (Frankreich)
- 2002: Team Nippo–Jura Suisse
- 2003: Team Nippo
- 2004–2005: Team Nippo–Unika
- 2006: Team Nippo–KFS
- 2007: Team Nippo–Colnago, Team Nippo–Meitan Hompo–Equipe asada
- 2008: Team Nippo–Endeka, Team Colnago
- 2009: Team Nippo–Colnago
- 2010: Team Nippo

## Erfolge
| Datum       | Rennen                                   | Kat. | Fahrer           |
| ----------- | ---------------------------------------- | ---- | ---------------- |
| 27. Mai     | Prolog Tour de Kumano (EZF)              | 2.2  | Takashi Miyazawa |
| 29. Mai     | 2. Etappe Tour de Kumano                 | 2.2  | Junya Sano       |
| 27. Juni    | Japanische Meisterschaft – Straßenrennen | NC   | Takashi Miyazawa |
| 4. August   | 2. Etappe Vuelta Ciclista a León         | 2.2  | Takashi Miyazawa |
| 10. Oktober | Kumamoto International Road Race         | 1.2  | Takashi Miyazawa |

## Mannschaft
| Name               | Geburtstag         | Nationalität | Team 2009                        | Team 2011                  |
| ------------------ | ------------------ | ------------ | -------------------------------- | -------------------------- |
| Luca Barla         | 29. September 1987 | Italien      | Team Milram                      | Androni Giocattoli         |
| Mirko Battaglini   | 13. September 1987 | Italien      | Neoprofi                         |                            |
| Tetsuya Fujioka    | 29. Mai 1988       | Japan        | Neoprofi                         |                            |
| Vincenzo Garofalo  | 5. August 1982     | Italien      | Amica Chips-Knauf                | Matrix Powertag            |
| Kazuo Inoue        | 17. Februar 1981   | Japan        | Team Nippo-Endeka (2008)         | Bridgestone Anchor         |
| Masaaki Kikuchi    | 9. April 1986      | Japan        | EQA-Meitan Hompo-Graphite Design | D’Angelo & Antenucci-Nippo |
| Nariyuki Masuda    | 23. Oktober 1983   | Japan        | EQA-Meitan Hompo-Graphite Design | Utsunomiya Blitzen         |
| Takashi Miyazawa   | 27. Februar 1978   | Japan        | EQA-Meitan Hompo-Graphite Design | Farnese Vini-Neri Sottoli  |
| Yasuharu Nakajima  | 27. Dezember 1984  | Japan        | EQA-Meitan Hompo-Graphite Design | Aisan Racing Team          |
| Makoto Nakata      | 9. September 1976  | Japan        | Neoprofi                         |                            |
| Umberto Nardecchia | 11. Mai 1981       | Italien      | CSF Group-Navigare               |                            |
| Junya Sano         | 9. Januar 1982     | Japan        | Team Nippo·Colnago               | D’Angelo & Antenucci-Nippo |
| Alessio Signego    | 11. Dezember 1983  | Italien      | Adria Mobil                      |                            |
| Mariusz Wiesiak    | 1. April 1981      | Polen        | Team Nippo·Colnago               | Matrix Powertag            |
| Nicolas Winter     | 15. Februar 1989   | Schweiz      | Neoprofi                         | Partizan Powermove         |

## Platzierungen in UCI-Ranglisten
UCI America Tour
| Saison | Mannschaftswertung | Fahrerwertung           |
| ------ | ------------------ | ----------------------- |
| 2010   | 27.                | Takashi Miyazawa (172.) |

UCI Asia Tour
| Saison | Mannschaftswertung | Fahrerwertung         |
| ------ | ------------------ | --------------------- |
| 2010   | 4.                 | Takashi Miyazawa (7.) |

UCI Europe Tour
| Saison | Mannschaftswertung | Fahrerwertung     |
| ------ | ------------------ | ----------------- |
| 2010   | 88.                | Junya Sano (622.) |